# 中国南极长城站

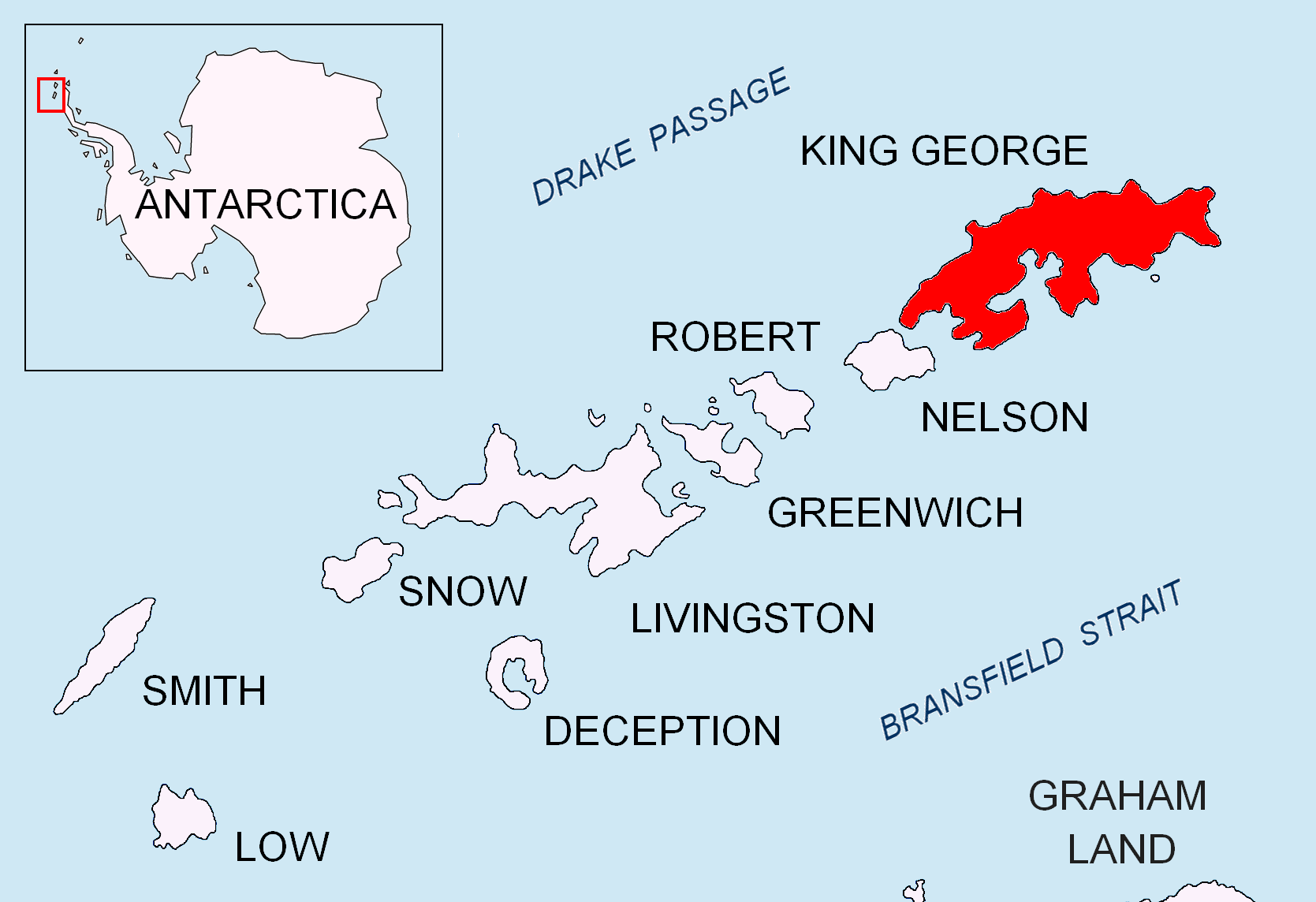
乔治王岛

中国南极长城站，简称长城站，是中國極地研究中心在南极建立的第一个科学考察站，位于南极洲西南，乔治王岛南部（不在南极圈内）。站区南北长2公里，东西宽1.26公里，占地面积2.52平方公里，平均海拔高度10米。该地距离北京17,501.949公里。1984年12月31日上午举行奠基典礼，1985年2月14日22时（北京时间2月15日上午10时）建设全部完成。1985年2月20日上午举行落成典礼，正式开站。
该站自建站以来经过四次扩建，现有各种建筑25座，建筑面积总计约4200平方米。其中包括主体建筑7座（办公栋、宿舍栋、医务文体栋、气象栋、通讯栋、科研栋）以及其他一些若干科学用房和后勤用房。夏季可容纳60人，冬季可供20人左右越冬考察。
现任站长为曹建军。

## 历史
1984年，中国组织了第一次南极科学考察，郭昆被任命为591人考察队队长。考察队于1984年11月20日乘坐“向阳红10号”和“J121号”两艘船离开上海，并于12月30日抵达南极洲海岸外的乔治王岛。他们的主要任务是建造中国第一个南极基地——长城站。由于向阳红10号不是破冰船，该团队不得不在南极夏季结束前离开，完成任务的机会之窗很短。在郭昆的监督下，该团队在恶劣的天气条件下每天工作16到17个小时，仅用了40天就完成了施工。车站于1985年2月14日竣工。

2012年，根据中国的提名，南极条约体系将该站的两个地点指定为南极历史遗址和纪念碑：一块为纪念该站的建立而竖立的巨石和该站的1号建筑。